# Rhode Island v. Innis
Rhode Island v. Innis, 446 US 291 (1980), est une décision de la Cour suprême des États-Unis qui clarifie ce qui constitue un « interrogatoire » dans le cadre des avertissements Miranda. En vertu de l'affaire Miranda v. Arizona, il est interdit à la police d'interroger un suspect une fois qu'il a fait valoir son droit à un avocat en vertu du sixième amendement. Dans l'affaire Innis, le tribunal juge que l'interrogatoire n'est pas seulement un interrogatoire direct, mais aussi son « équivalent fonctionnel », à savoir « tous les mots ou actions de la part de la police  dont la police devrait savoir qu'ils sont raisonnablement susceptibles de susciter une réponse incriminante ».

## Affaire
Innis est arrêté en lien avec un vol au préjudice d'un chauffeur de taxi, le tout avec un fusil à canon scié. Lors de son arrestation, Innis est informé de ses droits Miranda, auxquels il répond qu'il comprend ses droits et souhaite parler à un avocat. Innis est placé dans une voiture de police pour être conduit au commissariat central. Les trois officiers chargés du transport d'Innis reçoivent pour instruction de ne pas l'interroger ni de l'intimider de quelque façon que ce soit. En route vers le poste, les agents entament une discussion montrant leur inquiétude au sujet du fusil de chasse disparu après le vol. L'un des policiers déclare qu'il y a « beaucoup d'enfants handicapés qui courent dans ce quartier » car une école spécialisée se trouve à proximité, et que « Dieu nous préserve que l'un d'eux ne trouve une arme avec des douilles et qu'il risque de se blesser. » Innis les interrompt alors et se montrant soucieux du sort des enfants, demande aux policiers de faire demi-tour pour qu'ils puissent récupérer l'arme. Alors que les agents cherchent  cette arme, Innis entend à nouveau ses droits Miranda, qu'il reconnait comprendre mais qu'il est néanmoins inquiet pour les enfants de la région. Au procès, Innis demande que le fusil de chasse et ses déclarations soient supprimés. Le tribunal de première instance rejette sa requête de suppression, tandis que la Cour suprême de Rhode Island juge qu'Innis a droit à un nouveau procès.

## Avis de la Cour
La Cour suprême des États-Unis juge que les garanties Miranda entrent en jeu chaque fois qu’une personne en détention est soumise à un interrogatoire explicite ou à son équivalent fonctionnel. Ainsi, « l’interrogatoire » selon Miranda ne fait pas seulement référence à un interrogatoire explicite, mais également à tous les mots ou actions de la part de la police (autres que ceux normalement liés à l’arrestation et à la garde à vue) dont la police devrait savoir qu’ils sont raisonnablement susceptibles de susciter une réponse incriminante de la part du suspect. Ici, il n’y a pas eu d’interrogatoire explicite d’Innis. La conversation entre les deux officiers n'était, du moins dans la forme, rien de plus qu'un dialogue entre eux auquel aucune réponse de la part du répondant n'était attendue. Cela ne constitue pas un « équivalent fonctionnel » d’un interrogatoire, car on ne peut pas dire que les agents auraient dû savoir que leur conversation était raisonnablement susceptible de susciter une réponse incriminante de la part d’Innis. Selon cette norme, toute connaissance que la police pourrait avoir concernant la susceptibilité inhabituelle du défendeur à une forme particulière de persuasion pourrait être un facteur important pour déterminer si la police aurait dû savoir que ses paroles ou ses actions étaient raisonnablement susceptibles de susciter une réponse incriminante de la part du suspect.
Rien n’indique que les agents étaient conscients que le défendeur était particulièrement susceptible de faire appel à sa conscience concernant la sécurité des enfants handicapés. Dans ce cas, la déclaration d'Innis a été considérée comme volontaire et n'est donc pas interdite par le cinquième amendement.
Les faits dans cette affaire sont similaires à ceux de Brewer v. Williams, 430 U.S.  387 (1979), où la police a utilisé sa connaissance des profondes croyances religieuses de Williams pour obtenir une déclaration incriminante sans avoir formellement interrogé l'accusé. Cependant, dans l'affaire Brewer, l'État avait déjà engagé une procédure judiciaire formelle en obtenant un mandat d'arrêt et en inculpant Williams, déclenchant ainsi les protections du droit à un avocat du sixième amendement en vertu de la doctrine Massiah. En revanche, l’affaire Innis a été jugée en vertu du cinquième amendement, étant donné que la procédure formelle n’avait pas encore commencée.